# Boutaleb
Boutaleb là một đô thị thuộc tỉnh Sétif, Algérie. Dân số thời điểm năm 2002 là 8.328 người.